# 藤子不二雄Aの夢魔子
『藤子不二雄Ⓐの夢魔子』（ふじこふじおエーのむまこ）は、1990年7月3日にTBSのエンターテインメント番組『ギミア・ぶれいく』内で放映されたアニメ。全3話だが、『ギミア・ぶれいく』内で放送されたアニメの中では唯一、1回限りの単発放送である。制作はシンエイ動画。原作漫画『夢魔子』は学研の学習雑誌『高三コース』で1970年4月-8月に掲載されている。アニメ放映前後に中央公論社から単行本が刊行された。

## キャスト
- 夢魔子（声：川村万梨阿）

紫の髪に額のホクロ、口にキセルタバコを銜えているのが特徴の女性。『笑ゥせぇるすまん』の登場人物である喪黒福造の女性版という設定である。悩みを抱えている人の前に現われて、その人の悩みを夢で解放してあげるというのが仕事。原作漫画版では髪型が初期はアニメ基準のセミロングであったが、ショートボブ、ツインテール、更に短いショートボブと定期的に変わっている。
- 城
  - 鈴木道雄（声：西村智博）
  - 道雄の母（声：京田尚子）
  - 課長（声：嶋俊介）
  - 社員（声：茶風林、柏倉つとむ、斉藤千恵子、柴本浩行、林玉緒）
- 変身
  - 男熊雄介（声：西尾徳）
  - 香（声：宮下良子）
  - 監督（声：渡部猛）
  - 部員（声：茶風林、柏倉つとむ）
  - 敵（声：西村智博、柴本浩行）
  - OL（声：斉藤千恵子、峰あつ子）
  - 香の友人（声：林玉緒）
- 脱皮
  - 江島春彦（声：柴本浩行）
  - 春彦の父（声：渡部猛）
  - 春彦の母（声：近藤高子）
  - 生徒（声：柏倉つとむ、茶風林）
  - 女生徒（声：峰あつ子、宮下良子）

## スタッフ
- 原作：藤子不二雄Ⓐ
- 監督：クニトシロウ
- 脚本：梅野かおる
- 演出：北川正人
- 監修：鈴木伸一
- 音楽：田中公平
- 作画監督：岡迫亘弘
- 美術監督：古賀徹
- 撮影監督：山田廣明
- 録音監督：大熊昭
- プロデューサー：児玉征太郎
- 制作：TBS、ASATSU、シンエイ動画

## 各話リスト
| 話 | サブタイトル | 絵コンテ       |
| -- | ------------ | -------------- |
| 1  | 城           | 真保裕一       |
| 2  | 脱皮         | パクキョンスン |
| 3  | 変身         | 北川正人       |

## 映像ソフト
- 1991年にTBSビデオからビデオ版が発売された。
- 2020年にはデジタルリマスター版が動画配信サービス向けに提供されるようになった。

## CD
- 「夢魔子」の劇伴音楽は「笑ゥせぇるすまん」と同じ田中公平が担当しているため、2017年8月16日に日本コロムビアからリリースされた「笑ゥせぇるすまん　オリジナル・サウンドトラック」(COCX-39988-9)にボーナストラックとして収録された。

## 単行本
1990年6月に中央公論社（現在の中央公論新社）より単行本化された。
また同作が発表された前後に執筆された「ブラックユーモア短編集」の一部が併録されている。
収録作品
- 「内気な色事師」
- 「マカオの男」
- 「鎖のついた武器」
- 「串のはいった鞭」
- 「目のない舞姫」
- 「カタリ・カタリ」
- 「万年青」